# Emiel Puttemans
Emiel Puttemans (Vossem, 8 ottobre 1947) è un ex mezzofondista e maratoneta belga, vincitore della medaglia d'argento nei 10000 metri piani ai Giochi olimpici di Monaco di Baviera 1972.

## Biografia
In carriera ha stabilito i record mondiali dei 3000 m (7'37"6) nel 1972, 2 miglia (8'17"8) nel 1971 e 5000 m (13'13"0) nel 1972.
Ha partecipato a quattro edizioni dei Giochi olimpici. Nel 1968, non ancora ventunenne, ottenne l'accesso alla finale dei 5000 m, che concluse al dodicesimo e ultimo posto. Quattro anni dopo conquistò la medaglia d'argento sui 10000 m e giunse quinto nella gara dei 5000 m. Non riuscì a riconfermarsi nelle due successive edizioni.
Al suo palmarès vanno aggiunti due titoli di campione europeo indoor sui 3000 metri. Nel 1982 ha vinto la prima edizione della Maratona di Roma.

## Palmarès
| Anno | Manifestazione    | Sede              | Evento         | Risultato  | Prestazione | Note  |
| ---- | ----------------- | ----------------- | -------------- | ---------- | ----------- | ----- |
| 1968 | Giochi olimpici   | Città del Messico | 5000 m piani   | 12º        | 14'59"56    |       |
| 1969 | Europei           | Atene             | 5000 m piani   | 7º         | 13'53"2     |       |
| 1973 | Europei indoor    | Vienna            | 3000 m piani   | 6º         | 7'57"0      |       |
| 1971 | Europei           | Helsinki          | 5000 m piani   | 6º         | 13'36"60    |       |
| 1972 | Giochi olimpici   | Monaco            | 5000 m piani   | 5º         | 13'30"82    |       |
| 1972 | Giochi olimpici   | Monaco            | 10000 m piani  | Argento    | 27'39"58    |       |
| 1973 | Europei indoor    | Rotterdam         | 3000 m piani   | Oro        | 7'44"51     |       |
| 1974 | Europei indoor    | Göteborg          | 3000 m piani   | Oro        | 7'48"48     |       |
| 1975 | Mondiali di cross | Rabat             | Corsa seniores | 16º        | 36'17"      |       |
| 1975 | Mondiali di cross | Rabat             | A squadre      | Bronzo     | 211 p.      |       |
| 1976 | Giochi olimpici   | Montréal          | 5000 m piani   | dnf        | dnf         |       |
| 1976 | Giochi olimpici   | Montréal          | 10000 m piani  | dnf        | dnf         |       |
| 1977 | Mondiali di cross | Düsseldorf        | Corsa seniores | dnf        | dnf         |       |
| 1977 | Mondiali di cross | Düsseldorf        | A squadre      | dnf        | dnf         | [ 1 ] |
| 1978 | Europei indoor    | Milano            | 3000 m piani   | Argento    | 7'49"9      |       |
| 1980 | Giochi olimpici   | Mosca             | 5000 m piani   | Semifinale | 13'50"88    |       |
| 1981 | Mondiali di cross | Madrid            | Corsa seniores | 135º       | 37'17"      |       |
| 1981 | Mondiali di cross | Madrid            | A squadre      | 8º         | 377 p.      |       |
| 1981 | Mondiali di cross | Roma              | Corsa seniores | 37º        | 34'57"7     |       |
| 1981 | Mondiali di cross | Roma              | A squadre      |            |             |       |

## Altre competizioni internazionali
1968
- Argento alla San Silvestro Vallecana ( Madrid), 5,5 km - 15'40"

1972
- Bronzo al Bauhaus-Galan ( Stoccolma), 5000 m piani - 13'33"2

1973
- Oro alla Weltklasse Zürich ( Zurigo), 5000 m piani - 13'16"28
- 4º al Bauhaus-Galan ( Stoccolma), miglio - 3'56"19
- Oro alla Lotto Cross Cup de Hannut ( Hannut) - 24'10"

1974
- Oro alla Cinque Mulini ( San Vittore Olona) - 31'08"
- Oro alla Lotto Cross Cup de Hannut ( Hannut) - 24'04"

1975
- Oro al Bauhaus-Galan ( Stoccolma), 5000 m piani - 13'26"29
- Oro alla Lotto Cross Cup de Hannut ( Hannut) - 24'33"

1977
- Oro alla Singelloop ( Utrecht), 4 km - 10'43"

1978
- 6º al Memorial Van Damme ( Bruxelles), 5000 m piani - 13'29"0

1979
- Oro al Memorial Van Damme ( Bruxelles), 5000 m piani - 13'28"7
- 6º all'Athletissima ( Losanna), 3000 m piani - 7'45"03

1980
- 5º alla Weltklasse Zürich ( Zurigo), 5000 m piani - 13'25"14
- 10º all'Athletissima ( Losanna), 3000 m piani - 7'52"75
- Argento alla San Silvestro Vallecana ( Madrid) - 29'59"

1981
- Oro alla Sedan-Charleville ( Charleville), 24 km - 1h15'18"
- 4º alla Parigi-Versailles ( Parigi), 16,9 km - 51'54"

1982
- Oro alla Maratona di Roma ( Roma) - 2h09'53"
- 7º alla Parigi-Versailles ( Parigi), 16,9 km - 51'45"
- Oro alla BOclassic ( Bolzano) - 38'03"

1983
- 8º alla Maratona di Londra ( Londra) - 2h12'27"
- 37º alla Maratona di Chicago ( Chicago) - 2h25'00"
- 8º alla Maratona di Parigi ( Parigi) - 2h24'42"
- Oro alla Parigi-Versailles ( Parigi), 16,9 km - 50'08"

1984
- 14º alla BOclassic ( Bolzano) - 30'20"